# Roynac
Roynac est une commune française située dans le département de la Drôme en région Auvergne-Rhône-Alpes.

## Géographie

### Localisation
La commune de Roynac est située à 4 km à l'est de Marsanne, à 19 km au sud de Crest, à 22 km au sud-est de Loriol-sur-Drôme et à 22 km au nord-est de Montélimar.

### Relief et géologie
- Le pont culminant est la montagne du Fayn (497 m), située en limite sud-est de la commune. Elle tire son nom d'un bouquet de hêtres, ou d'un hêtre isolé, resté en place pendant plusieurs siècles, et qui servit de borne permanente à la limite de plusieurs communes (La Roche-sur-Grane, Roynac et La Répara-Auriples)[1].
- Le col du Deves est le point de rencontre de trois communes, de trois cantons et, dans le passé, de trois cités romaines, puis de trois évêchés et de trois seigneuries (borne géodésique N° 8)[réf. nécessaire].
- Le col de Tartaiguille est à 399 m (panorama)[2].

### Climat
Pour des articles plus généraux, voir Climat d'Auvergne-Rhône-Alpes et Climat de la Drôme.
En 2010, le climat de la commune est de type climat méditerranéen altéré, selon une étude du Centre national de la recherche scientifique s'appuyant sur une série de données couvrant la période 1971-2000. En 2020, Météo-France publie une typologie des climats de la France métropolitaine dans laquelle la commune est dans une zone de transition entre le climat de montagne et le climat méditerranéen et est dans une zone de transition entre les régions climatiques « Provence, Languedoc-Roussillon » et « Alpes du sud ». 
Pour la période 1971-2000, la température annuelle moyenne est de 12,7 °C, avec une amplitude thermique annuelle de 17,6 °C. Le cumul annuel moyen de précipitations est de 925 mm, avec 7 jours de précipitations en janvier et 4,3 jours en juillet. Pour la période 1991-2020, la température moyenne annuelle observée sur la station météorologique de Météo-France la plus proche, « Puy-Saint-Martin », sur la commune de Puy-Saint-Martin à 3 km à vol d'oiseau, est de 13,9 °C et le cumul annuel moyen de précipitations est de 923,0 mm,. Pour l'avenir, les paramètres climatiques de la commune estimés pour 2050 selon différents scénarios d'émission de gaz à effet de serre sont consultables sur un site dédié publié par Météo-France en novembre 2022.

### Voies de communication et transports
La sortie sud du tunnel de Tartaiguille (LGV Méditerranée) est située sur le territoire de la commune.

## Urbanisme

### Typologie
Au 1er janvier 2024, Roynac est catégorisée commune rurale à habitat dispersé, selon la nouvelle grille communale de densité à 7 niveaux définie par l'Insee en 2022.
Elle est située hors unité urbaine. Par ailleurs la commune fait partie de l'aire d'attraction de Montélimar, dont elle est une commune de la couronne,. Cette aire, qui regroupe 45 communes, est catégorisée dans les aires de 50 000 à moins de 200 000 habitants,.

### Occupation des sols
L'occupation des sols de la commune, telle qu'elle ressort de la base de données européenne d’occupation biophysique des sols Corine Land Cover (CLC), est marquée par l'importance des territoires agricoles (62,6 % en 2018), une proportion sensiblement équivalente à celle de 1990 (62,8 %). La répartition détaillée en 2018 est la suivante : 
terres arables (47,8 %), forêts (34,4 %), zones agricoles hétérogènes (14,8 %), milieux à végétation arbustive et/ou herbacée (3 %). L'évolution de l’occupation des sols de la commune et de ses infrastructures peut être observée sur les différentes représentations cartographiques du territoire : la carte de Cassini (XVIIIe siècle), la carte d'état-major (1820-1866) et les cartes ou photos aériennes de l'IGN pour la période actuelle (1950 à aujourd'hui).

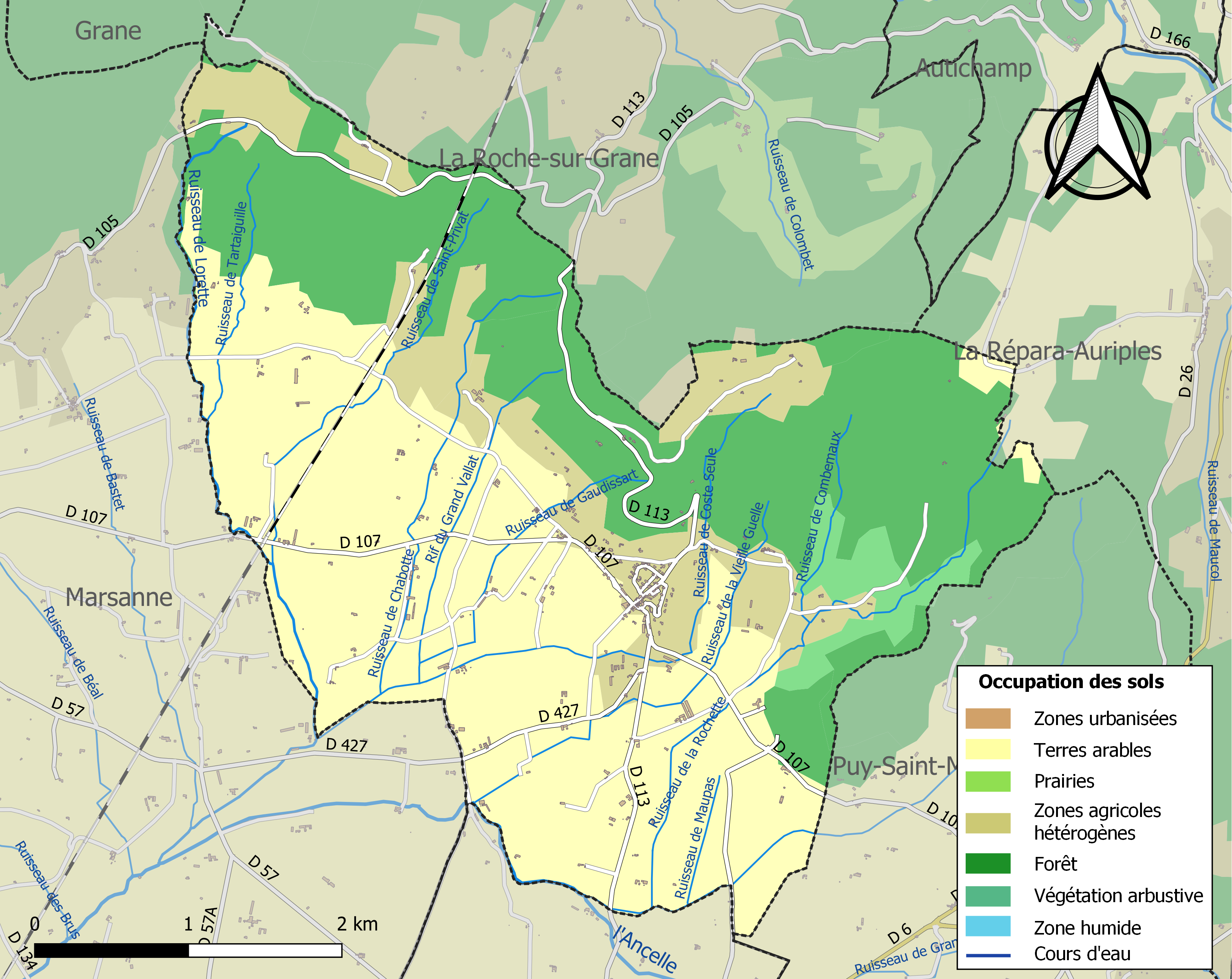
Carte des infrastructures et de l'occupation des sols de la commune en 2018 (CLC).

## Toponymie

### Attestations
Dictionnaire topographique du département de la Drôme :
- 1159 : Roennac (cartulaire de Die, 44).
- 1234 : Roenac (cartulaire de Léoncel, 119).
- 1332 : Roenaxum (Gall. christ., XVI, 130).
- XIVe siècle : Royniaco (pouillé de Valence).
- XIVe siècle : mention des deux paroisses : duo capellani de Roynaco (pouillé de Valence).
- 1442 : Roynat (choix de docum., 279).
- 1455 : Ruinac (S. de Boissieu, Us. des fiefs, 186).
- 1540 : mention de l'unique paroisse : cura Roynacii (rôle de décimes).
- 1549 : Royanacium (rôle de décimes).
- 1560 : Roynacum (cartulaire de Montélimar, 145).
- 1589 : Ruinat (Mémoires d'Eustache Piémont, 219).
- 1655 : locus Ruynaci (archives de la Drôme, B 213).
- 1696 : Rouannac (archives de Grane).
- 1891 : Roynac, commune du canton de Crest-Sud.

## Histoire
Pour un article plus général, voir Histoire de la Drôme.

### Préhistoire
La consommation des gastéropodes fut constante dans la préhistoire chez les chasseurs-cueilleurs. Entre 1994 et 1997, lors des chantiers de fouilles précédant la construction de la ligne TGV en moyenne vallée du Rhône, leurs coquilles furent découvertes en si grande quantité qu'elles ont permis une importante avancée en malacologie.

Sur le site du Serre 1, à Roynac, dans la vallée de la Valdaine, furent trouvés en quantité des coquilles d'escargot de Bourgogne. Leur consommation s'est étendue du néolithique cardial, naissance de l'agriculture, au bronze final, constitution de l'habitat groupé.

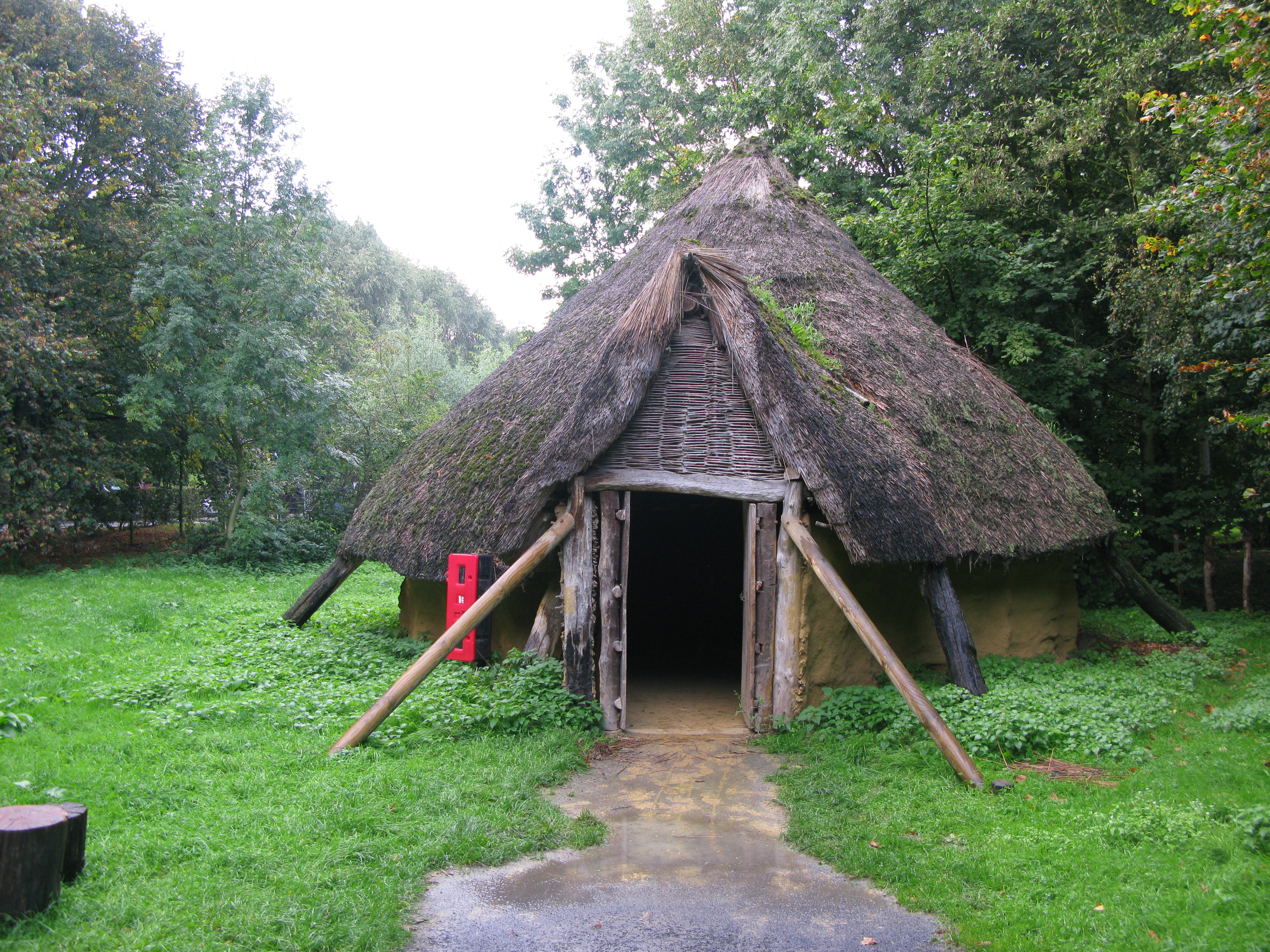
Reconstitution d'une habitation de l'âge de bronze.

Des fouilles (de mai à septembre 1996) se sont déroulées au lieu-dit le Serre 1 (sous la direction de Joël Vital). Elles ont permis la découverte, jusqu'à quatre mètres de profondeur, de neuf niveaux d'occupation humaine s'étageant du néolithique au Moyen Âge.
Trois surfaces archéologiques concernaient l'âge des métaux. La S 1 (Serre 1) relevait seule du Bronze ancien. Le site fut occupé de 2200 avant notre ère à -1800 avec un pic situé entre -2150 et -2000 (datation au C14).

Sur cette surface (près de 5 800 m2 décapés), ont été identifiés plusieurs centaines d'aménagement humains. Seuls 1 600 m2 ont été fouillés.
 
L'occupation humaine s'est caractérisée par le creusement de nombreuses fosses. Une cinquantaine ont été utilisées comme silos, ce qui a permis de retrouver dans le fond des céréales carbonisées. Une autre cinquantaine a servi à d'autres fonctions et pour un certain nombre d'entre elles de dépotoir à reliefs de repas puisqu'il y a été identifié des os de suidés et de bovidés. Trois fosses ont été aménagées en four de combustion.

Ces installations sont à mettre en relation avec l'identification d'éclats et de gouttes de bronze qui ont été exhumés sur place. L'habitat étaient en bois puisque 150 trous de calage de poteaux ont été comptabilisés. La fouille a mis au jour de nombreux récipients de céramique à fort volume pour le stockage personnel, ainsi que les vestiges de deux bâtiments comportant un grenier surélevé pour le stockage communautaire.
 
Contrairement à d'autres sites du Bronze, celui-ci ne semble pas avoir préféré une implantation sur un grand axe de communication. Il semble avoir privilégié la possibilité de se fournir en minerai métallifère dans les vallées du proche massif alpin.

### Du Moyen Âge à la Révolution
La seigneurie :
- Au point de vue féodal, Roynac était une terre du patrimoine des comtes de Valentinois.
- 1263 : elle est inféodée aux Bezaudun.
- 1336 : elle passe aux Adhémar.
- 1405 : passe aux Mévouillon.
- 1516 : vendue aux Hostun.
- 1648 : vendue aux (d')Eurre.
- Peu après : elle passe aux Beaumont de Brison.
- 1783 : elle passe aux Montlovier, derniers seigneurs.

Autour du château se trouvait la rue de l'église, le four seigneurial et l'hôpital. À l'extérieur du village se trouvait une habitation isolée, lieu d'accueil des lépreux[réf. nécessaire].
XIVe siècle : Louis de Poitiers brûle le village, et à peine relevé de ces cendres, celui-ci subit l'invasion de Reymond de Beaufort[réf. nécessaire].
1561 : le château, déjà endommagé, est démantelé[réf. nécessaire].
Durant les guerres de Religion, les huguenots attaquent Roynac en 1569. De Gordes, armé de trois canons, prend Roynac, quatre ans plus tard en 1573.

Les catholiques récupérèrent cette région.

En 1577, il y eut une nouvelle attaque de protestants. La paix arriva en 1579[réf. nécessaire].
Le 17 octobre 1784, par ordonnance de monseigneur de Grave, évêque de Valence, le service paroissial de Roynac fut transféré à Puy-Saint-Martin, jusqu'à ce que la construction de l'église qu'il avait ordonnée soit commencée. Monsieur Servant, curé à l'époque, alla à Cléon d'Andran. Jusqu'à la commune civile en 1792, l'état civil fut enregistré à Puy-Saint-Martin. Les habitants de Roynac rechignèrent longtemps à donner de l'argent pour la construction de la nouvelle église. Roynac restera près de cinquante ans sans prêtre[réf. nécessaire].
En 1788, le village est en ruine et la commune est composée de trois hameaux : les Girards (huit habitants), les Bessons (trois habitants) et les Frangeas (cinq habitants). Le reste de la population est disséminé dans la campagne. La commune compte alors 92 familles, soit 450 personnes environ[réf. nécessaire].
Avant 1790, Roynac était une communauté de l'élection, subdélégation et sénéchaussée de Montélimar.

Après avoir formé pendant longtemps deux paroisses du diocèse de Valence, elle n'en formait plus qu'une, dont l'église était dédiée à saint Lambert et dont les dîmes appartenaient, par moitié, aux deux prieurs du lieu (voir Notre-Dame ou l'Ancien Prieuré, et Le Prieuré) :

#### Notre-Dame (ancien prieuré)
Dictionnaire topographique du département de la Drôme :
- XIVe siècle : prioratus Beate Marie Poieti de Royniaco (pouillé de Valence).
- XVe siècle : prioratus Beate Marie Poieti de Roynaco (pouillé de Valence).
- XVe siècle : prioratus Beate Marie de Poyeto Roynacii (pouillé de Valence).
- 1456 : Beata Maria de Poyeto (archives de la Drôme, E 2494).
- 1482 : Nostre Dame du Poget (archives de la Drôme, E 2522).
- 1540 : prioratus Beate Marie Roynani (rôle de décimes).
- 1549 : Beata Maria de Pogeto Royanacii (rôle de décimes).
- 1699 : le prioré de Nostre Dame de Roynac (inventaire de Saint-Apollinaire [Valence]).
- 1891 : Notre-Dame ou L'Ancien-Prieuré, ferme et quartier de la commune de Roynac.

Ancien prieuré d'Augustins, dépendant de l'abbaye de Saint-Thiers de Saou, dont l'église était, aux XVIe siècle et XVIIe siècle, celle d'une paroisse comprenant la moitié de la commune de Roynac et dont le titulaire avait la moitié des dîmes de ce lieu.

Il se trouvait dans le quartier du Fongeas[réf. nécessaire].

#### Le Prieuré
Dictionnaire topographique du département de la Drôme :
- 1282 : domus Sancti Privati (visites de Cluny).
- 1293 : prioratus Sancti Privati subjectus domus Sancti Marcelli de Sacceto (visites de Cluny).
- XIVe siècle : prioratus Sancti Privati de Royniaco (pouillé de Valence).
- XVe siècle : prioratus Sancti Privati de Raynaco (pouillé de Valence).
- 1549 : Sanctus Privatus Royanaci (pouillé de Valence).
- 1626 : prioratus Sancti Privati de Roînaco (pouillé gén.).
- 1891 : Le Prieuré, ferme de la commune de Roynac.

Ancien prieuré de l'ordre de Saint-Benoît, filiation de Cluny, et de la dépendance du prieuré de Saint-Marcel-lès-Sauzet, sous le vocable de Saint-Privat, et dont le titulaire avait la moitié des dîmes de la paroisse de-Roynac.

Il se trouvait au quartier du Prieuré, à proximité de la voie ferrée actuelle.

### De la Révolution à nos jours
En 1790, la commune est comprise dans le canton du Puy-Saint-Martin. La réorganisation de l'an VIII (1799-1800) la fait entrer dans celui de Crest-Sud.
1833 : une nouvelle église est construite[réf. nécessaire].
1851 : la commune compte 780 habitants. Il ne reste plus que dix habitants dans le vieux village ; son dernier habitant, Félicien Mouton Félicien, qui vivait seul au vieux village, y mourut en 1917[réf. nécessaire].
L'école de Roynac est construite en 1903 ; l'électricité est installée en 1927 ; l'adduction d'eau est achevée en 1936[réf. nécessaire].
En 1947, Roynac entre dans le canton de Marsanne[réf. nécessaire].

## Politique et administration

### Liste des maires
| Période | Période                       | Identité         | Étiquette | Qualité                                              |
| ------- | ----------------------------- | ---------------- | --------- | ---------------------------------------------------- |
| 1945    | 1959                          | Edouard Gronlier |           |                                                      |
| 1959    | 1983                          | Albert Navoly    |           |                                                      |
| 1983    | 2014                          | André Gilles     | DVD       | Conseiller général du canton de Marsanne (2001-2015) |
| 2014    | En cours (au 23 janvier 2015) | Valérie Arnavon  | DVD       | cadre                                                |

## Population et société

### Démographie
En 2022 , la commune de Roynac comptait 480 habitants. À partir du XXIe siècle, les recensements réels des communes de moins de 10 000 habitants ont lieu tous les cinq ans. Les autres chiffres sont des estimations.
| 1793 | 1800 | 1806 | 1821 | 1831 | 1836 | 1841 | 1846 | 1851 |
| ---- | ---- | ---- | ---- | ---- | ---- | ---- | ---- | ---- |
| 480  | 408  | 537  | 628  | 666  | 688  | 682  | 760  | 780  |

| 1856 | 1861 | 1866 | 1872 | 1876 | 1881 | 1886 | 1891 | 1896 |
| ---- | ---- | ---- | ---- | ---- | ---- | ---- | ---- | ---- |
| 856  | 734  | 684  | 702  | 659  | 622  | 601  | 561  | 554  |

| 1901 | 1906 | 1911 | 1921 | 1926 | 1931 | 1936 | 1946 | 1954 |
| ---- | ---- | ---- | ---- | ---- | ---- | ---- | ---- | ---- |
| 543  | 554  | 538  | 483  | 444  | 425  | 401  | 385  | 372  |

| 1962 | 1968 | 1975 | 1982 | 1990 | 1999 | 2005 | 2006 | 2010 |
| ---- | ---- | ---- | ---- | ---- | ---- | ---- | ---- | ---- |
| 370  | 356  | 338  | 311  | 357  | 415  | 430  | 426  | 458  |

| 2015 | 2020 | 2022 | - | - | - | - | - | - |
| ---- | ---- | ---- | - | - | - | - | - | - |
| 482  | 483  | 480  | - | - | - | - | - | - |

### Enseignement
La commune relève de l'académie de Grenoble.

### Manifestations culturelles et festivités
- Fête patronale : le premier dimanche de mai[2].
- Fête communale : le dimanche après le 29 septembre[2].

#### Loisirs
- Randonnées[2].

### Médias
Le territoire de la commune se situe dans l'aire de diffusion de plusieurs médias :
- Presse écrite
  - Le Dauphiné libéré, quotidien régional qui consacre, chaque jour, y compris le dimanche, dans son édition de « Romans et Drôme des collines » un ou plusieurs articles à l'actualité du canton et de la commune, ainsi que des informations sur les éventuelles manifestations locales, les travaux routiers, et autres événements divers à caractère local.
  - L'Agriculture Drômoise, journal d'informations agricoles et rurales, couvre l'ensemble du département de la Drôme.
  - Drôme Hebdo (ancien Peuple Libre), hebdomadaire chrétien d'informations.
- Presse audio-visuelle
  - France Bleu est une radio publique diffusée sur son territoire.

## Économie
En 1992 : céréales, semences (luzerne, maïs, tournesol, ail), vignes, pâturages(ovins), porcins, volailles.

## Culture locale et patrimoine

### Lieux et monuments

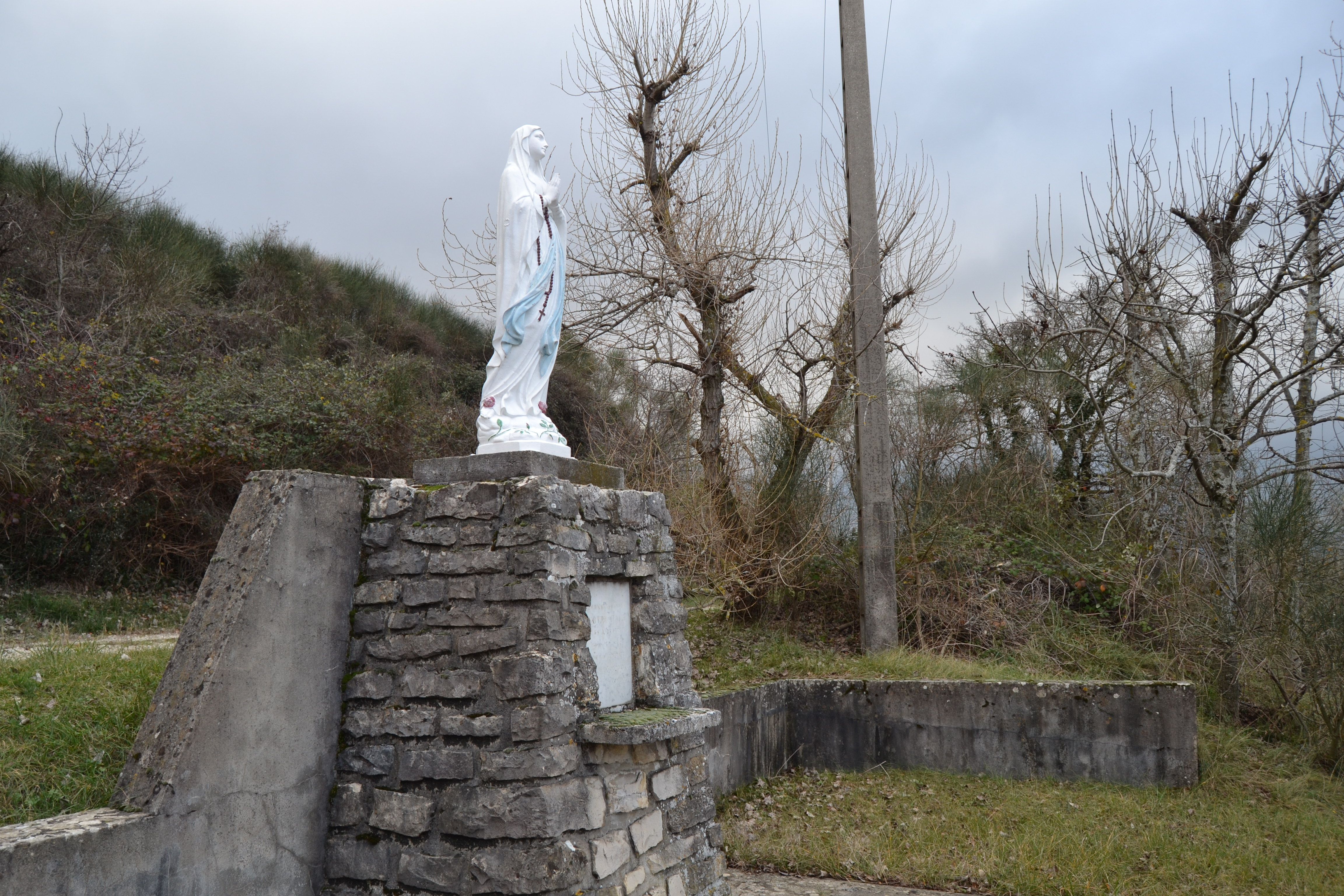

- La Pierre sanglante (au col de Deves) est mentionnée dans un document de 1286. Elle présente une surface alvéolée et rougeoyante qui a fait naître de nombreuses légendes : sacrifices humains des Celtes, exécutions de prisonniers par les Sarrasins. On montre même l'emplacement du genou et de la main des suppliciés[réf. nécessaire].
- Vestiges féodaux[2].
- Village perché ruiné[2].
- Chapelle du XIIe siècle (au cimetière)[2].
- Église Saint-Lambert de Roynac, romane du XVIe siècle (dans le vieux village)[2].

La chapelle Saint-Lambert était de petites dimensions. Plusieurs chapelles de style ogival lui avaient été ajoutées. La voûte s'effondra le 16 juillet 1768. Il ne reste plus que le clocher[réf. nécessaire].
- Château de Chevrière (style baroque)[2].
- Église du XIXe siècle[2].
- La Vierge du vœu[réf. nécessaire].

### Héraldique, logotype et devise
|  | Roynac possède des armoiries dont l'origine et le blasonnement exact ne sont pas disponibles. |